# Ганс фон Мангольдт
Ганс Карл Еміль фон Мангольдт (нім. Hans Carl Emil von Mangoldt; 9 червня 1824, Дрезден, Німецький союз — 19 квітня 1868, Вісбаден, Пруссія) — німецький економіст і політолог, автор теорії підприємницького прибутку.

## Життєпис
Ганс фон Мангольдт народився в Дрездені в 1824 році.
Він вивчав право і політологію в університетах Лейпцига, Женеви і Тюбінгена, отримав докторський ступінь в Тюбінгені в 1847 році. Протягом декількох років займав урядовий пост, з якого був змушений піти у відставку в зв'язку з тим, що висловлював ліберальні політичні погляди. Пізніше працював редактором у газеті, що також призвело до його відставки з політичних причин.
Публікація першої важливої роботи Мангольдта, «Теорія підприємницького прибутку» (нім. Die Lehre von Unlemehmergezuinn, англ. The Doctrine of Entrepreneurial Gain, 1855), привела його, нарешті, до академічної посади в Геттінгенському університеті. У 1862 році Мангольдт перейшов у Фрайбурзький університет на посаду професора політології та політичної економії. Роком пізніше він видав свою головну роботу, «Основні принципи політичної економії» (нім. Grundriss der Volkswirthschafrslehre; англ. Outline of Political Economy, 1863), з якої тільки одна глава була перекладена англійською мовою.
Мангольдт помер 19 квітня 1868 року у віці 44 років.